# 墨小盛田古墳
墨小盛田古墳（すみこもりだこふん/すみこもったこふん）は、千葉県印旛郡酒々井町墨にある方墳である。

## 概要
南北辺約30メートル、東西辺約23メートル、高さ3メートルの長方墳である。長方墳は、古墳時代の末に下総地域にみられる特徴的な古墳である。
酒々井総合公園の建設に伴い1986年（昭和61年）11月から約1か月間の調査が行われた。幅2メールの周溝が巡り、張り出しが付く。主体部は墳丘南中央で横口式石槨が確認された。テラス部から出土した須恵器より7世紀末から8世紀の築造と考えられている。1987年（昭和62年）2月に復元工事が行われた。